# Make it Right
Make it Right – czwarty singel brytyjskiego zespołu muzycznego Anathema.

## Lista utworów
- CD Single[1]

1. „Make it Right (F.F.S.)” – 4:19
2. „Deep” – 4:52

## Twórcy
Opracowano na podstawie materiału źródłowego.
- Vincent Cavanagh – śpiew, gitara
- Daniel Cavanagh – gitara, instrumenty klawiszowe
- John Douglas – perkusja
- Dave Pybus – gitara basowa